# ナコーンパノム空港
ナコーンパノム空港（ナコーンパノムくうこう、タイ語 : ท่าอากาศยานนครพนม 、英語 : Nakhon Phanom Airport ）は、タイ王国東北部、ナコーンパノム県ムアンナコーンパノム郡ノーンヤート町にある空港。

## 施設
滑走路は15/33方向に2,500m (8,203 ft) の長さの物が1本ある。空港ターミナルビルにボーディング・ブリッジはなく乗客は搭乗検査後、徒歩にて駐機場まで向かう。

## 就航航空会社と就航都市
- ( )内の記号は、航空会社の2レターコード（国際線）又は3レターコード（国内線）の意味。

国内線
| 航空会社               | 就航地                     |
| ---------------------- | -------------------------- |
| タイ・エアアジア (AIQ) | ドンムアン空港（バンコク） |
| ノックエア (NOK)       | ドンムアン空港（バンコク） |